# Au commencement du septième jour
 (octobre 2020).
Améliorez-le ou discutez des points à vérifier. 
 (octobre 2020).
Au commencement du septième jour est un roman de Luc Lang paru le 24 août 2016 aux éditions Stock.

## Résumé

### Partie I
Un vendredi soir, rentré tardivement chez lui, Thomas rêve d'un troisième enfant, puis cauchemarde sur son épouse, qu'il n'arrive plus à joindre. Il est réveillé en fin de nuit par la gendarmerie de Bolbec, près de Rouen : l'Austin rouge de son épouse a été retrouvée déchiquetée à  Saint-Eustache-la-Forêt. Il confie la maison et les enfants à Daba, veuve camerounaise, et essaie de voir son épouse dans un premier puis un second hôpital : intervention chirurgicale en cours, coma niveau 3, enceinte, fœtus mort. L'enfant Frédérique (p. 52) illumine un instant sa détresse. Il récupère le téléphone de Camille, puis le boitier électronique de son véhicule, auprès du garagiste de La Remuée (p. 77). Il s'interroge : Hubert Demestre (p. 64), collaborateur et familier de Camille, Myriam (p. 116) amie d'enfance et océanologue, un amant potentielle, une amitié incertaine, un gros contrat...
La gravité de la situation de Camille est d'abord minimisée, au travail comme à la maison ou auprès des amis. Camille se réveille à J+8 . Jean contacté accepte de recevoir la famille à l'estive durant l'été.

### Partie II
Une gerbe de Jean sur la tombe de Camille Texier suffit à signaler la transformation. La famille s'est installée près de Laruns (Pyrénées-Atlantiques). Thomas, parti en longue escalade solitaire, connaît quelques difficultés, à pied, puis en voiture, à l'arrivée : voiture au fossé, aide de Roger (d'Arrémoulit), paume déchirée. Le vétérinaire François soigne tout cela, comme il soigne la crise de colites spasmodiques de Jean plus tard. Le guide Fernand Irruti aide Jean sur l'estive. Anton et Elsa participent activement.

### Partie III
Jean est mort, en escalade solitaire, qu'il soit tombé ou ait sauté. Thomas, au chômage et aux prud'hommes, part au Cameroun à la recherche de Pauline, normalement à Yaoundé, mais présentement à Mokolo, à l'extrême nord, près de Maroua, pour réorganiser le poste de secours médical. Dans le sud, Thomas rencontre Félix, Joséphine, Boubakar, Christian Hertzog, et beaucoup d'autres. Thomas achète un masque, prend le train, puis un taxi-brousse, puis un autre. Après divers contrôles policiers, il est arrêté, emprisonné, sans doute à la prison centrale de Maroua, où un prisonnier politique Boubakar le protège. Après quatre jours, dont quelques longs interrogatoires, jugé, innocenté, libéré, et invité à rejoindre le sud au plus vite, il rejoint difficilement Mokolo, à portée de tir de Boko Haram. Les retrouvailles avec Pauline sont brutales : Pauline dénonce les réalités de leurs enfances, la brutalité du père, la soumission de la mère, et les inquiétudes conséquentes sur Anton et Elsa, confiés par lui à Valence et Raymond. Parmi les rencontres : Aliou, le petit enfant qu'avait décidé d'adopter Jean, le père James Kisko, Colette la parisienne exilée aux termites, le sous-préfet Alexis Koutouré. De retour au sud, par avion, à Douala, Thomas plaide la cause de Boubakar son sauveur, mais rencontre incompréhension et prudence de la part de tous, dont le père de Boubakar, au PK12, le grand marché aux étoffes. Thomas ose enfin lire la centaine de lettres de Jean à Pauline, et parvient à joindre ses enfants au téléphone, auprès de Claire.

## Personnages
- Thomas Texier, 37 ans, informaticien pour la société Nutrilog
- Camille Granier, son épouse, 36 ans, connue à Epitech (Bordeaux), informaticienne, travaillant chez Delta Energy
- leurs deux enfants, Anton (10 ans) et Elsa (8 ans),
- Jean Texier, le frère aîné, après de bonnes études, a repris la bergerie familiale, à la mort du père
- Pauline Texier, après ses études, est partie soigner au Cameroun
- Aurèle Texier, le père, mort depuis au moins vingt ans,
- Valence Texier, la mère, remariée avec Raymond,
- Claire Granier, mère de Camille, magistrate à Bordeaux
- le père, anonyme, noir américain, enfui, retrouvé par sa fille au cours de ses études aux USA,

## Réception critique
(octobre 2020).
Le roman est bien reçu en francophonie,,,,,.